# White Power
White Power is een ideologie en een politieke kreet die het wereldwijde systeem van blanke suprematie tot uiting brengt.
De term White Power werd geïntroduceerd door George Lincoln Rockwell, de leider van de American Nazi Party. Hij gebruikte de term in een debat met Stokely Carmichael van de Black Panther Party, nadat Carmichael opriep tot Black Power. White Power werd ook de naam van het partijblad van de American Nazi Party en van een boek van Rockwell.
De term White Power wordt in extreemrechtse kring gebruikt en kreeg extra aandacht toen de band Skrewdriver in 1983 het album White Power uitbracht, een populair album in de kring van nazi-skinheads.